# Bernard Agré
Bernard Agré (Monga, 2 de março de 1926 — Paris, 9 de junho de 2014) foi um cardeal marfinense, arcebispo emérito de Abidjan.

## Biografia
Foi educado no Seminário de Bingerville, onde estudou filosofia, depois no Seminário Maior de Quidah, Daomé, agora no Benim (teologia) e finalmente no período de 1957–1960 na Pontifícia Universidade Urbaniana de Roma, onde obteve o doutorado summa cum laude em teologia.
Foi ordenado sacerdócio em 20 de julho de 1953. Dom Jean Baptiste Boivin, SMA O P. Agré foi vigário em Dabou, professor e diretor da escola, 1953–1956. Reitor do pré-seminário em Bingerville, 1956–1957. Pastor de Notre Dame em Treichville, 1960–1962. Foi nomeado prelado doméstico em 8 de dezembro. Ele também serviu como Vigário Geral de Abidjan, encarregado da educação privada e dos Seminários, 1963–1968.
Ele foi nomeado bispo de Man em 8 de junho de 1968 pelo Papa Paulo VI. Ele serviu como presidente da Conferência Episcopal Regional da África Ocidental, 1985–1991. Transferido para a Sé de Yamoussoukro em 6 de março de 1992. Promovido a Sé Metropolitana de Abidjan em 19 de dezembro de 1994. Foi nomeado Cardeal-Sacerdote de San Giovanni Crisostomo a Monte Sacro Alto em 21 de fevereiro de 2001 pelo Papa João Paulo II.
Como cardeal com menos de 80 anos, Agré foi um dos cardeais eleitores que participou do conclave papal de 2005 que selecionou o Papa Bento XVI. Sua renúncia ao governo pastoral da arquidiocese foi aceita em 2 de maio de 2006, em conformidade com o cânon 401 § 1 do Código de Direito Canônico.
Ele era um membro do povo Mbatto. Agré morreu em Paris em 9 de junho de 2014.